# Rodriguezia kayasimae
Rodriguezia kayasimae är en orkidéart som beskrevs av V.T.Rodrigues och Vinhos. Rodriguezia kayasimae ingår i släktet Rodriguezia och familjen orkidéer. Inga underarter finns listade i Catalogue of Life.